# Бадыляк, Валенты

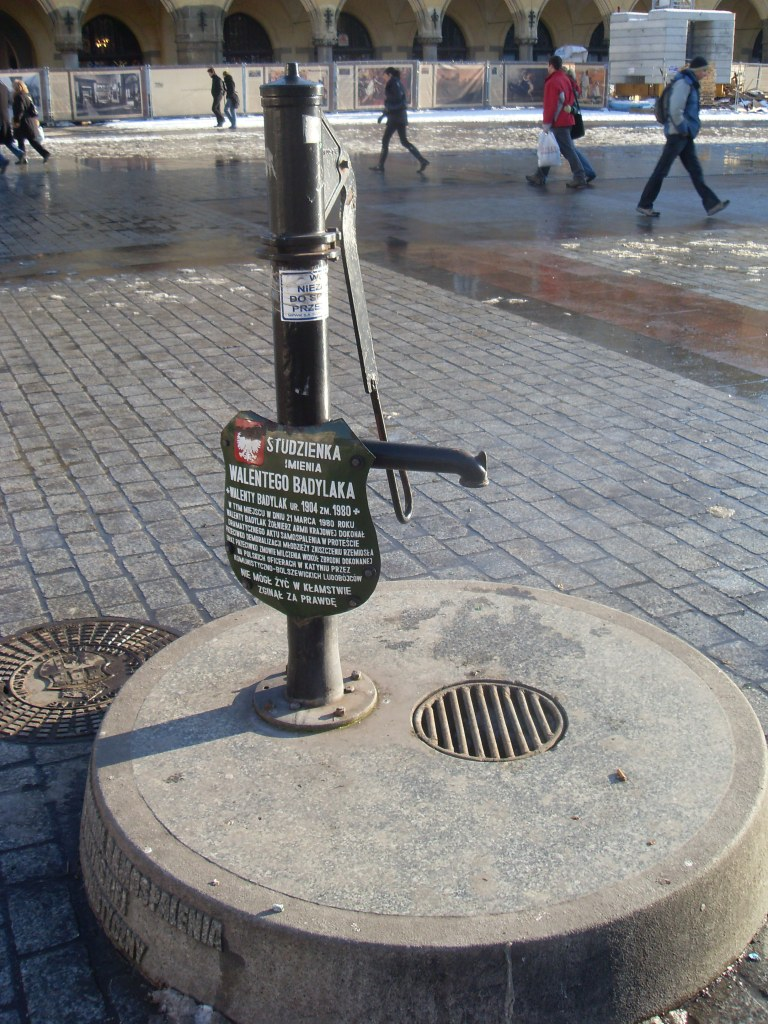
Мемориальная доска около гидранта на краковском рынке

Вале́нты Бады́ляк (пол. Walenty Badylak; 1904 — 21 марта 1980, Краков) — польский пенсионер, бывший пекарь, во время Второй мировой войны член Армии Крайовой. Стал известен тем, что в знак протеста против замалчивания властями Катынского расстрела  приковал себя цепью к гидранту на краковском рынке и, облив себя бензином, совершил самосожжение.
О происшествии сообщила только краковская пресса, которая очень кратко проинформировала о смерти «психически больного» Бадыляка. Несмотря на это, у гидранта краковяне ставили лампады и пели религиозные гимны .
Мемориальная доска в честь Бадыляка была открыта около гидранта внуком Бадыляка, ксендзом Войцехом Бадыляком 5 августа 1990 года. В 2004 году гидрант был отреставрирован.